# ミッキー・ベイカー
マックヒューストン・"ミッキー"・ベイカー（MacHouston "Mickey" Baker、1925年10月15日 - 2012年11月27日）は、アメリカ合衆国のギタリストで、もっぱらスタジオ・ミュージシャンとしての業績と、レコーディング・デュオのミッキーとシルヴィアのメンバーとして知られる。

## 生い立ち
ベイカーは、ケンタッキー州ルイビルに生まれた。母親は黒人であったが、ベイカーが会ったことのない父親は白人であったと考えられている。
1936年、11歳だったベイカーは孤児院に入れられた。彼はそこからしばしば逃亡し、その都度スタッフの手でセントルイスから、ニューヨークから、シカゴから、また、ピッツバーグから連れ帰された。遂には、施設側もベイカーを探すのを断念し、16歳のときにはニューヨークに定着した。彼は労務者として、次いで皿洗いとして働いた。やがて26丁目の撞球場に出入りするようになると、彼は仕事をやめてフルタイムの玉突きのいかさま賭博師となった。
19歳になったベイカーは、生活を変えることを決意する。彼は皿洗いに戻り、ジャズ・ミュージシャンになることを決意する。最初に選んだ楽器はトランペットだったが、14ドルしか持ち合わせのなかった彼は、質屋を探したものの、その金額で買えたのはギターだけであった。
彼は、ニューヨーク音楽学校 (The New York School of Music) に入学したが、学修の進度が遅いと感じた。やがて退学し、自学自習を始めたが、程なくして挫折してしまう。6か月後、彼は、とあるストリートミュージシャンのギタリストに出会い、演奏を再開するよう示唆された。彼は続く数年の間、何人ものギタリストの教えを乞いプライベート・レッスンを受け続けた。彼の音楽のスタイルは、サクソフォーン奏者チャーリー・パーカーに影響を受けている。

## 経歴
1949年、ベイカーは自身のコンボを組みながら、いくつもの仕事を掛け持ちしていた。彼は、西海岸へ移ることを決意したが、当地の聴衆はプログレッシブな形態のジャズを受け入れないことを知らされる。ベイカーは、仕事もないままカリフォルニア州を彷徨い、そこでブルース・ギタリストのピー・ウィー・クレイトンのショーを観た。この出会いについて、ベイカーは次のように述べている。

俺はピー・ウィーに尋ねた。「つまり、ギターでこんな簡単なことができれば金になるって言うのかい？」何しろ奴はでっかい白のエルドラドを乗り回してて、バンドのためのどでかいバスも持ってた。そこで俺も、弦をベンドし始めた。俺は餓死しかけていて、当時の俺にとってブルースは単に金になる手段だった。

ベイカーは、カリフォルニア州リッチモンドでいくつか仕事を見つけ、ニューヨークへ戻れるだけの金を稼いだ。
東部へ戻ったベイカーは、サヴォイ、キング、アトランティック・レコードへの吹き込みを始めた。そして、ドク・ポーマス、ドリフターズ、レイ・チャールズ、アイヴォリー・ジョー・ハンター、ルース・ブラウン,、ビッグ・ジョー・ターナー、ルイ・ジョーダン, コールマン・ホーキンス、など数多くのミュージシャンたちとセッションをおこなった。
レス・ポール&メリー・フォードの成功に刺激されたベイカーは、ギターの教え子の一人だったシルヴィア・ロビンソンと組んで、ポップ・デュオ、ミッキー&シルヴィアを1950年代半ばに始めた。ふたりは1956年にはシングル・ヒット「Love Is Strange」を出した。1958年後半に、このデュオを解消した後、ベイカーは、キティ・ノーブル (Kitty Noble) と組んで、ミッキー&キティ (Mickey & Kitty) として活動した。このデュオは1959年に、アトランティック・レコードから3枚のレコードを出した。1959年後半、ベイカーは、ソロ・デビュー作となるアルバム『The Wildest Guitar』をアトランティックから出した。ミッキー&シルヴィアは、1960年に再結成し、その後も1960年代半ばまで散発的に、一緒に吹き込みを続けた。
この頃、ベイカーはフランスへ移住し、当地でロニー・バードやシャンタル・ゴヤと仕事をして、新たなソロのレコードもいくつか制作した。彼は、その後、終生フランスにとどまることとなった。ベイカーは、仕事にあぶれるということは滅多になかった。自著のギター教則本用の演奏シリーズのほか、1970年代にはイギリスのレーベルであるビッグ・ベア・レコードから2枚のアルバムをリリースしておりそのうちの1枚『Take A look Inside』は個人名義で、もう1枚は、伝説的なトロンボーン奏者ジーン・コナーズのサイドマンを務めたものであった。
ベイカーは、1975年のロスキレ・フェスティバルに出演した。
ベイカーは、私生活について多くを明かさなかったので、彼がフランスへ移住した理由は完全には明らかにされていない。メディアの言説の中には、ベイカーがアメリカ合衆国の商業音楽産業におけるビジネスの側面にうんざりしたのだとするものもあるが、別の言説によれば、公民権運動の高まりの中でアメリカ合衆国の南部ではヘイト・クライムの危険も大きくなっており、白黒混血であった彼は怒りの矛先を向けられやすかったのだ、ともいう。

## 私生活
ベイカーは私生活を可能な限り明らかにせず、インタビューにもほとんど応じることはなく、公の場に姿を見せることも稀であった。フランスへ移り住んだ後は、彼はほとんどフランスを離れず、アメリカ合衆国へ帰国することはごく稀にしかなかった。
ベイカーは生涯に6回結婚した。バーバラ・カステリャーノ (Barbara Castellano) は、1950年代半ばから1970年代半ばにかけての妻であった。また、歌手マリー・フランス＝ドレイ (Marie France-Drei) は、1980年代はじめからベイカーの死まで妻であった。
ベイカーには、息子 MacHouston, Jr. と、娘 Bonita Lee というふたりの子どもがいた。

## 死
ベイカーは、2012年11月27日に、フランス、トゥールーズ近郊で、87歳で死去した。妻マリーによれば、死因は心不全と腎不全であったという  。

## 著作
ベイカーが著した、自習用教則本のシリーズ『the Complete Course in Jazz Guitar』は、ギターを学び始める者をジャズの世界へと導く礎となっている。このシリーズは、出版から50年以上も市場にとどまっている。

## 受賞
1999年、ベイカーは、リズム・アンド・ブルース・ファウンデーションから、パイオニア賞 (the Pioneer Award) を贈られた。
2003年、ベイカーは、『ローリングストーン』誌の選ぶ「史上最も偉大なギタリスト100人 (100 Greatest Guitarists of All Time)」で、53位となった。
2004年、「Love Is Strange」は、グラミーの殿堂入りを果たした。

## ディスコグラフィ

### リーダー・アルバム
- The Wildest Guitar (Atlantic, 1959)
- Bossa Nova en Direct du Bresil (Versailles, 1962)
- Mickey Baker Plays Mickey Baker (Versailles, 1962)
- But Wild (King, 1963)
- Bluesingly Yours with Memphis Slim (Polydor, 1968)
- Mickey Baker in Blunderland (Major Minor, 1970)
- The Blues and Me (Black and Blue, 1974)
- Take a Look Inside (Big Bear, 1975)
- Tales from the Underdog (Artist, 1975)
- Mississippi Delta Dues (Blue Star, 1975)
- Up On the Hill (Roots, 1975)
- Blues and Jazz Guitar (Kicking Mule, 1977)
- Jazz Rock Guitar (Kicking Mule, 1978)
- Sweet Harmony (Bellaphone, 1980)
- Back to the Blues (Blue Silver, 1981)
- The Legendary Mickey Baker (Shanachie, 1991)
- New Sounds (Legacy, 2015)

### サイドマンとして参加
コレット・マグニーのアルバム
- Melocoton (CBS, 1963)
- Frappe Ton Coeur (Le Chant du Monde, 1963)
- Colette Magny (Le Chant du Monde, 1967)

その他
- ビッグ・メイベル（英語版） The Okeh Sessions (Charly, 1983)
- ロニー・バード L'amour Nous Rend Fou (Decca, 1964)
- クラレンス・"ゲイトマウス"・ブラウン, The Blues Ain't Nothing (Black and Blue, 1972)
- ナッピー・ブラウン Don't Be Angry! (Savoy, 1984)
- ルース・ブラウン Ruth Brown (Atlantic, 1957)
- ルース・ブラウン Miss Rhythm (Atlantic, 1959)
- ソロモン・バーク 1960 Debut Album (WaxTime, 2018)
- ミルト・バックナー（英語版） Rockin' Hammond (Capitol, 1956)
- エリック・シャルダン（英語版） Eric Charden (Vega, 1963)
- ジーン・コナーズ（） Let The Good Times Roll (Big Bear, 1973)
- バック・クレイトン Buck Clayton and Friends (Gitanes Jazz, 2007)
- ジミー・ドーキンス（英語版） Jimmy Dawkins (Vogue, 1972)
- ジャン・ジャック・ドゥブー（英語版） Jean-Jacques Debout (Vogue, 1964)
- ビル・ドゲット（英語版） Moondust (Odeon, 1959)
- チャンピオン・ジャック・デュプリー Champion Jack Dupree and His Blues Band Featuring Mickey Baker (Decca, 1967)
- チャンピオン・ジャック・デュプリー I'm Happy to Be Free (Vogue, 1972)
- ステファン・グロスマン（英語版） Friends Forever (Guitar Workshop, 2008)
- コールマン・ホーキンス, Disorder at the Border (Milan, 1989)
- スクリーミン・ジェイ・ホーキンズ At Home with Screamin' Jay Hawkins (Epic, 1958)
- スクリーミン・ジェイ・ホーキンズ ...What That Is! (Philips, 1969)
- リトル・ウィリー・ジョン Fever (King, 1956)
- ルイ・ジョーダン Somebody Up There Digs Me (Mercury, 1962)
- ブッカー・T・ローリー（英語版） Nothing but the Blues (Blue Silver, 1981)
- ブッカー・T・ローリー Booker in Paris (EPM, 1992)
- メンフィス・スリム Very Much Alive and in Montreux (Barclay, 1973)
- ジミー・スコット If You Only Knew (Savoy, 2000)
- ソニー・テリー & ブラウニー・マギー Back Country Blues (CBS, 1958)
- シルヴィ・ヴァルタン Sylvie Vartan's Story 1962 & 1963 (RCA Camden, 1969)